# 小行星7059
小行星7059（英語：7059）是一颗围绕太阳公转的小行星。1990年9月18日，亨利·E·霍爾特在帕洛马山发现了此天体。
这颗小行星的绝对星等为244.00091等。